# In Plain Sight
In Plain Sight (Testemunha Ocular, no Brasil; À Vista Desarmada, em Portugal) é uma série de televisão que estreou no USA Network em 1 de junho de 2008. A série narra as aventuras de uma agente do Programa Federal de Proteção a Testemunha (em inglês:  Federal Witness Protection Program ou WITSEC), "Mary Shannon" (Mary McCormack), que deve equilibrar sua discreta e perigosa profissão, com suas confusas relações familiares, amorosas e com seu parceiro "Marshall Mann" (Fred Weller). É filmado e se passa em Albuquerque, Novo México.
Em 4 de agosto de 2009, os produtores da série anunciaram a contratação da terceira temporada. O contrato inicial incluía apenas duas temporadas, mas devido ao sucesso e aos seus altos índices de audiência, será feita uma terceira temporada com 16 episódios de uma hora.
Em 28 de julho de 2010 foi renovada para as quarta e quinta temporadas em 2011 e 2012. A quarta temporada estreou em 1 de maio de 2011.
| “ | Desde 1970, o Programa Federal de Proteção a Testemunha tem realocado milhares de testemunhas. Algumas criminosas, outras não, para vizinhanças por todo o país. Cada um desses indivíduos possui uma característica em comum que os distiguem do resto da população. E isto é: alguém os quer mortos. | ” |

## Sinopse
A série narra as aventuras da agente do Programa de Proteção a Testemunha, Mary Shannon, que deve equilibrar sua discreta e perigosa profissão, com suas confusas relações familiares, com sua mãe, Jinx e com sua irmã, Brandi, sua relação amorosa com Raphael Ramírez e as relações profissionais com seu parceiro, Marshall Mann, e seu chefe, Stan McQueen.
Como se não bastasse esse trabalho estressante, Mary tem que manter sua profissão em segredo de sua família e amigos para que eles não corram perigo. Ela também não pode revelar sua verdadeira identidade às testemunhas que protege.
Para manter sua identidade a salvo, Mary usa diversos disfarces: mãe, empregada, terapeuta, e ocasionalmente, detetive de homicídios. Para sua mãe e sua irmã, ela trabalha num tribunal junto com seu colega e amigo, Marshall.

## Personagens e elenco

### Personagens principais
- Mary Shannon (Mary McCormack) – é a protagonista da história. Uma valente, inteligente e sensual agente da WITSEC (em inglês:  Federal Witness Protection Program) que luta contra os bandidos de Albuquerque, Novo México. Seu trabalho é proteger as testemunhas federais – que vão desde grandes criminoso até simples inocentes – de pessoas perigosas que querem vê-los mortos.[1]
- Marshall Mann (Fred Weller) – também é agente da WITSEC, parceiro e melhor amigo de Mary. É a quita geração de agentes federais da família. Conhece um pouco de todos os assuntos e faz o contraponto um pouco cômico com Mary, que sempre está séria.[6]
- Stan McQueen (Paul Ben-Victor) – é o chefe da WITSEC da região sudeste, e chefe de Mary e Marshall. É o ponto de apoio quando Mary e Marshall estão com problemas. Apesar de flexível, segue as regras rigidamente.[1]
- Jinx Shannon (Lesley Ann Warren) – é a mãe de Mary e Brandi. Nunca teve um emprego formal. Prefere passar seus dias na piscina com sua bebida. Foi morar temporariamente com Mary depois que seu apartamento pegou fogo, mas acabou ficando permanentemente.[7]
- Brandi Shannon (Nichole Hiltz) – é a irmã mais nova de Mary e a caçula da família. Nunca se preocupou em terminar os estudos, vive o momento e tende a se envolver com os homens mais problemáticos e dos piores tipos. Se envolveu com um traficante de drogas e, fugindo do FBI, vai para Albuquerque morar com Mary. Mais tarde encontra, numa sessão dos Alcoólicos Anônimos, com Peter Alpert e se tornam namorados.[8]
- Peter Alpert (Joshua Malina) – o novo namorado de Brandi é um rico empresário de Albuquerque. Eles se conhecem numa sessão dos Alcoólicos Anônimos onde Brandi vai no lugar de sua mãe, Jinx, após ela ser condenada por um tribunal ao ser pega dirigindo bêbada. Peter, inicialmente desaprova a atitude de Brandi, mas acaba iniciando um relacionamento após ouvir os vários pedidos de desculpas feitos por Brandi.

### Personagens recorrentes
- Raphael Ramirez (Cristián de la Fuente) – um bonito jogador de beisebol da liga de Albuquerque que tem um relacionamento bastante conturbado com Mary. É, também, voluntário em um centro de jovens. Foi convidado a ir para um time na Flórida, mas rompe um ligamento e se vê obrigado a retornar e fazer sua recuperação em Albuquerque. Sua relação com Mary fica mais ainda complicada após se aproximar de Brandi, que o ajuda na sua reabilitação e se sente atraída por ele.[1]
- Scott Griffin' (Aaron Ashmore) – meio-irmão de Mary. Aaron é filho do pai de Mary de um casamento posterior a Jinx, mas Mary não sabia nada. Brandi sai a procura dele e leva-o para Albuquerque.
- Detetive Robert Dershowitz (Todd Williams) – ou "Bobby D" como prefere ser chamado, é um detetive de homicídios da polícia local, que sempre acaba se envolvendo nos casos de Mary. Tem certeza que Mary é uma agente da WITSEC, mas ela sempre se recusa a confirmar ou negar suas atribuições e identificar as verdadeiras identidades das vítimas de homicídios. Ele não esconde sua insatisfação com o WITSEC, que coloca criminosos de volta as ruas, mesmo que sob proteção.[9]
- Eleanor Prince (Holly Maples) – a recém contratada assistente administrativa do escritório da WITSEC é inteligente e eficiente. Não aceita "não" como resposta. Desde o primeiro dia, entra em conflito por causa da teimosia de Mary em manter seu ambiente do mesmo jeito, mas conquista a afeição de Stan e a admiração de Marshall, o que deixa Mary ainda mais irritada.[10]
- Agente especial Robert O'Connor (Will McCormack) – um agente do FBI de Nova Jérsei que passa a trabalhar em Albuquerque. Ele é encarregado de investigar os crimes relacionados com drogas que Brandi estava envolvida. Ele também se interessou pelo paradeiro do pai de Mary e de Brandi.
- Agente especial Michael Faber (Steven Weber) – um agente do FBI que vai a Albuquerque para convencer seu informante a entrar no WITSEC. Apesar dos seus esforços, o informante recusa-se a entrar no programa e se coloca em problemas. Ele vai embora depois de convidar Mary para um encontro, que ela recusa. Ele retorna quando uma testemunha é uma das principais testemunhas e co-conspirador em um esquema de fraude de hipotecas de âmbito nacional que foi operado por quadrilhas para levantar milhões de dólares em drogas e armas. Ele e Mary ficam juntos na casa dela depois de alguns drinques, construindo um curto relacionamento até que ele vai embora novamente. No final de terceira temporada, ele convence um padre que testemunhou o assassinato de uma stripper para juntar a WITSEC. Durante as férias em um hotel no México eles se beijam.

## Audiência
O episódio "Pilot" obteve uma audiência de 5,3 milhões de espectadores nos Estados Unidos e se tornou a série de maior audiência no lançamento desde Psych em 2006.
O primeiro episódio da segunda temporada ("Gilted Lily") foi exibido em 19 de abril de 2009 nos Estados Unidos e obteve 5,1 milhões de espectadores.
O primeiro episódio da terceira temporada ("Father Goes West") foi exibido em 31 de março de 2010 no USA Network e obteve 3,8 milhões de espectadores.
| Temporada | Primeiro episódio   | Último episódio      | Nº de episódios | Audiência (em milhões) |
| --------- | ------------------- | -------------------- | --------------- | ---------------------- |
| 1ª        | 1 de junho de 2008  | 17 de agosto de 2008 | 12              | 4,46                   |
| 2ª        | 19 de abril de 2009 | 9 de agosto de 2009  | 15              | 4,08                   |
| 3ª        | 31 de março de 2010 | 30 de junho de 2010  | 13              | 3,43                   |
| 4ª        | 1 de maio de 2011   |                      |                 |                        |

## DVD
| Temporada | Nº de episódios | Data de lançamento  | Data de lançamento |
| Temporada | Nº de episódios | EUA                 | Brasil             |
| --------- | --------------- | ------------------- | ------------------ |
| 1ª        | 12              | 31 de março de 2009 | 2009               |
| 2ª        | 15              | 9 de março de 2010  |                    |
| 3ª        | 13              | 29 de março de 2011 |                    |

## Prêmios e indicações

### Prêmios
Essas são os prêmios recebidas pela série:
- WICT Awards – 2011
  - Séries ou Especial - Drama/Comédia[15]

### Indicações
Essas são indicações à prêmios recebidas pela série:
- NAMIC Vision Awards – 2009
  - Vision Award - Drama
- Prism Awards – 2009
  - Série de Drama - Mental Health: episódio "High-Priced Spread"
  - Performance em episódio de drama: Mary McCormack